# Quyền LGBT ở Thái Lan
Quyền đồng tính nữ, đồng tính nam, song tính và chuyển giới ở Thái Lan có thể phải đối mặt với những thách thức pháp lý mà những người không phải là LGBT không phải đối mặt. Cả hai hoạt động tình dục cùng giới nam và nữ đều hợp pháp ở Thái Lan, nhưng các cặp vợ chồng và hộ gia đình cùng giới do các cặp cùng giới đứng đầu không đủ điều kiện để có sự bảo vệ pháp lý giống nhau cho các cặp đôi khác giới. Khoảng tám phần trăm dân số Thái Lan, năm triệu người, được cho là có trong nhân khẩu học LGBT.
Vào năm 2013, Bangkok Post đã nói rằng "trong khi Thái Lan được coi là thiên đường du lịch cho các cặp cùng giới, thì thực tế đối với người dân địa phương là luật pháp và thường là tình cảm công khai, không quá tự do." Một báo cáo năm 2014 của Cơ quan Phát triển Quốc tế Hoa Kỳ và Chương trình Phát triển Liên Hợp Quốc nói rằng người LGBT "vẫn phải đối mặt với sự phân biệt đối xử ảnh hưởng đến các quyền xã hội và cơ hội việc làm của họ", và "đối mặt với khó khăn để đạt được sự chấp nhận cho tình dục phi truyền thống, mặc dù cơ quan du lịch đã quảng bá Thái Lan như một quốc gia thân thiện với người đồng tính".
Những thay đổi về thái độ và chính sách công đối với các vấn đề về LGBT bắt đầu xảy ra ở Thái Lan trong những năm 1990 và đặc biệt là phần đầu của thế kỷ 21. Vào năm 2015, Thái Lan ban hành luật chống phân biệt đối xử toàn diện bao gồm xu hướng tính dục và bản dạng giới. Vào năm 2018, một dự luật kết hợp dân sự đang được Quốc hội Thái Lan thảo luận, nếu được thông qua, sẽ cấp cho các cặp cùng giới một số quyền kết hôn, đáng chú ý là quyền tài sản và quyền thừa kế, nhưng không có quyền đối với phúc lợi công cộng, lợi ích về thuế, hoặc nhận con nuôi.
Vào tháng 3 năm 2019, nhà làm phim chuyển giới Tanwarin Sukkhapisit đã được bầu vào quốc hội Thái Lan, trở thành nghị sĩ chuyển giới đầu tiên của họ.
Vào năm 2017, Bangkok được mệnh danh là thành phố thân thiện với người đồng tính thứ hai tại Châu Á, sau Tel Aviv, Israel, do cảnh hẹn hò LGBT, cuộc sống về đêm, cởi mở và an toàn.

## Công nhận mối quan hệ và hôn nhân cùng giới
Thái Lan hiện không công nhận hôn nhân cùng giới, kết hợp dân sự, quan hệ bạn đời chung nhà, chung sống không đăng ký hoặc bất kỳ hình thức kết hợp cùng giới nào khác. Một số dự luật về quan hệ bạn đời dân sự và hôn nhân cùng giới đã được nội các Thái Lan đưa ra và thông qua từ năm 2012 nhưng không được quốc hội thông qua.
Một dự luật về hôn nhân cùng giới được đưa ra vào tháng 11 năm 2023 và nhận được sự ủng hộ từ chính phủ và các đảng đối lập chính. Theo đó, các thuật ngữ "nam và nữ", "chồng và vợ" được thay bằng "các cá nhân" và "những người hôn phối". Dự luật cũng cho phép các cặp cùng giới cùng nhận con nuôi. Nếu dự luật được thông qua, Thái Lan sẽ trở thành quốc gia Đông Nam Á đầu tiên và quốc gia châu Á thứ hai hợp pháp hóa hôn nhân cùng giới sau Đài Loan. Ngày 27 tháng 3 năm 2024, Hạ viện Thái Lan thông qua dự luật này với tỷ lệ 400 thuận và 10 chống. Đến ngày 18 tháng 6 năm 2024, Thượng viện Thái Lan cũng chính thức thông qua Luật với tỷ lệ 130/4. Hiện giờ, Luật chỉ cần có sự đồng ý mang hình thức từ hoàng gia là Vua Rama X.

## Điều kiện sống

### Từ vựng LGBT

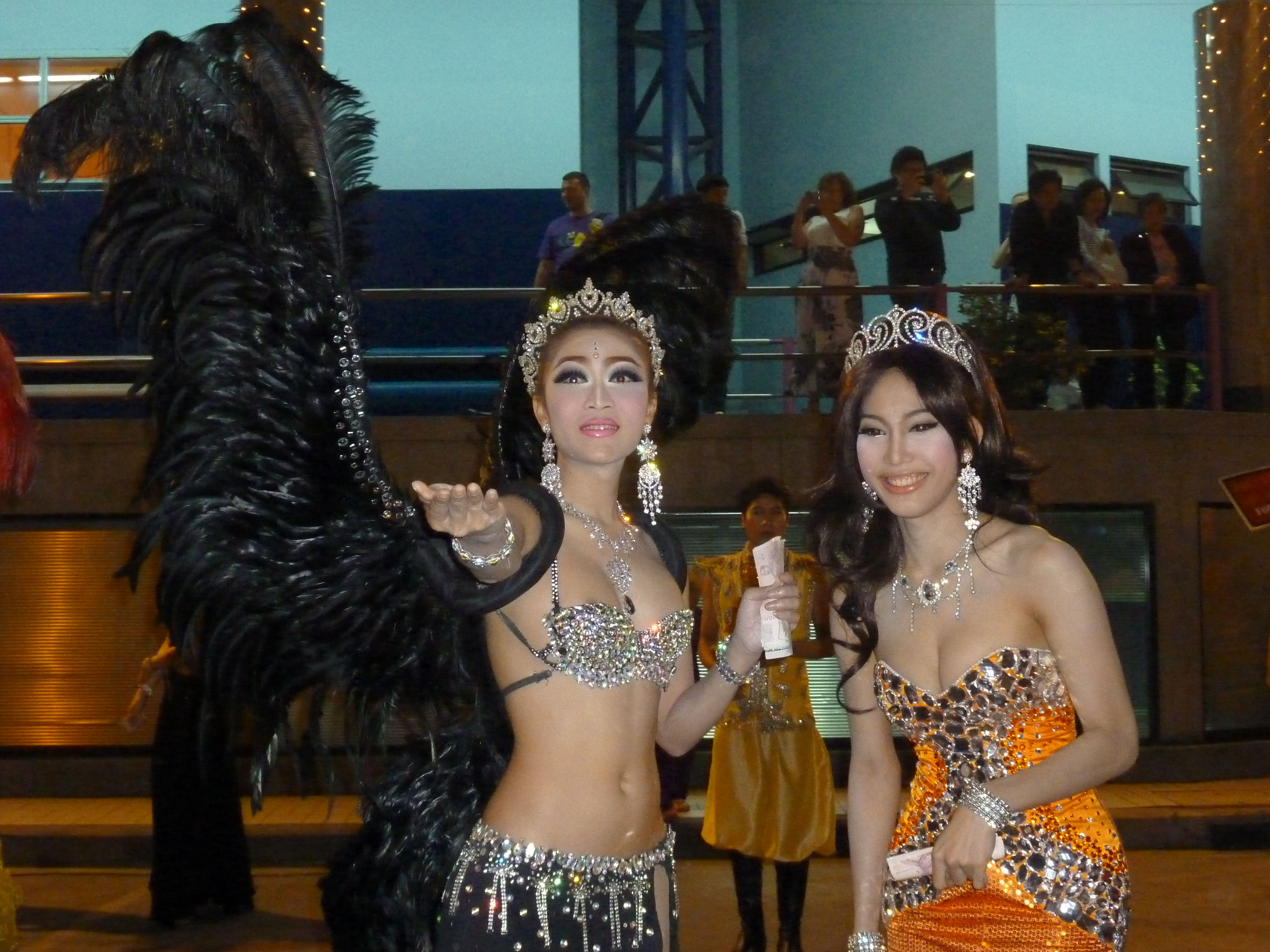
Kathoey vũ công ở Pattaya, tháng 12 năm 2011

Từ tiếng Thái dành cho "gay" hoặc "queer" là เกย์ (RTGS: ke) thuật ngữ katoey hoặc kathoey (tiếng Thái: กะเทย; RTGS: kathoei) đề cập đến phụ nữ chuyển giới hoặc người đàn ông đồng tính. Xã hội Thái Lan nhận thức kathoey như "một cá nhân không thuộc về giới tính nam và nữ". Thuật ngữ dee (ดี้) ám chỉ phụ nữ đồng tính hoặc song tính. Tiếng Thái cũng đã sử dụng từ "lesbian" từ tiếng Anh: (tiếng Thái: เล็สเบียน hoặc เลสเบี้ยน; RTGS: letbian).
Ngôn ngữ Thái Lan nhận ra một số bản dạng giới và giới tính khác, bao gồm tom (ทอม), từ "tomboy" tiếng Anh, trong đó đề cập đến những người phụ nữ ăn mặc, hành động và nói chuyện một cách nam tính. Toms không nhất thiết là đồng tính nữ hay song tính, nhưng những người khác có thể cảm nhận như vậy. Các danh tính khác bao gồm angees, kathoeys người bị thu hút toms, và adams, những người đàn ông bị thu hút toms.

### Kì thị và bạo lực
Vào năm 2016, Paisarn Likhitpreechakul, thành viên hội đồng quản trị của Quỹ Sogi, đã viết một bản op-ed trong cảnh báo Bangkok Post về cái gọi là hiếp dâm chính xác được sử dụng rộng rãi để "chữa trị" cho những người đồng tính nữ theo khuynh hướng tình dục của họ, nhấn mạnh trường hợp của một người cha trong Loei, người đã thú nhận cưỡng hiếp cô con gái 14 tuổi của mình trong bốn năm để ngăn cô ấy giao tiếp với tomboys. Paisarn bày tỏ lo ngại thêm rằng những hành vi như vậy đang được bình thường hóa trong xã hội Thái Lan, và số vụ việc thực sự như vậy còn cao hơn nhiều, vì nhiều vụ giết người LGBT Thái Lan được xếp vào loại tội phạm vì đam mê, bởi vì hệ thống pháp luật Thái Lan không bao gồm khái niệm về "Ghét tội ác". Văn phòng Cao ủy Liên Hợp Quốc về Nhân quyền đã xác định giết người, đánh đập, bắt cóc, hãm hiếp và tấn công tình dục đối với người LGBT là những ví dụ về bạo lực đồng tính và chuyển giới và lưu ý rằng bạo lực đối với người LGBT "có xu hướng đặc biệt xấu xa so với người LGBT" cho các tội phạm có động cơ thiên vị khác".

### Giáo dục
Vào ngày 26 tháng 12 năm 1996, trong một báo cáo trên tờ Bangkok Post, Hội đồng Học viện Rajabat, cơ quan quản lý tập thể của tất cả các trường đại học của Thái Lan, đã tuyên bố rằng họ sẽ cấm những người đồng tính đăng ký vào bất kỳ trường đào tạo giáo viên nào. của Thứ trưởng Bộ Giáo dục Suraporn Danaitangtrakul. Thông báo bị chỉ trích mạnh mẽ bởi các nhóm nhân quyền và nhiều người khác, những người đã thúc giục bãi bỏ chính sách này. Vào ngày 25 tháng 1 năm 1997, Danaitangtrakul đề xuất rằng Viện đưa ra các tiêu chí mới để cấm những người có "tính cách không phù hợp", nhưng không phải là các nhóm cụ thể như người đồng tính.

### Nhà tù
Trong nhiều năm, chính sách chính thức của các nhà tù Thái Lan là tôn trọng và công nhận đa dạng giới tính, đặt tù nhân vào các tế bào dựa trên giới tính và xu hướng tính dục đã nêu của họ. Các tù nhân nam đồng tính, giống như tất cả các tù nhân nam, bị cạo đầu. Các tù nhân nữ không được phép trang điểm, nhưng các tù nhân đồng tính nam thì có. Theo Cục cải chính, có 4.448 tù nhân LGBT ở nước này trong năm 2016. Trong số này, có 1.804 katoey (phụ nữ chuyển giới hoặc đồng tính nam), 352 gay (เกย์), 1,247 tom (ทอม; nữ với đặc điểm nam tính), 1,011 dee (ดี้; đồng tính nữ với đặc điểm nữ tính), và 34 người chuyển giới từ nam sang nữ.

### Cuộc sống LGBT

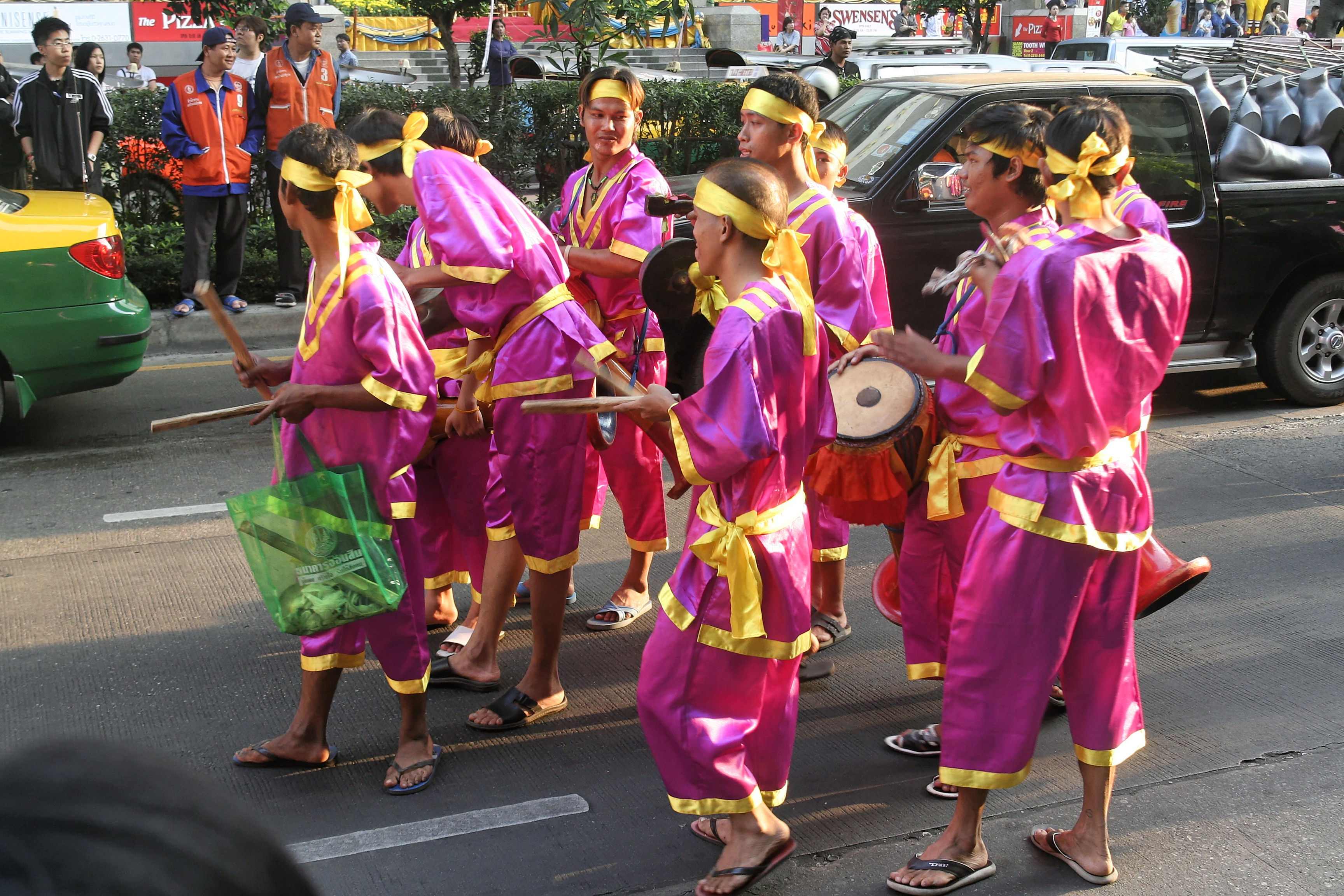
Cuộc diễu hành Bangkok Pride 2006

Thái Lan từ lâu đã có tiếng là khoan dung khi nói đến người LGBT; Có rất nhiều câu lạc bộ đêm và quán bar LGBT trong nước và tạp chí LGBT Thái Lan đầu tiên, Mithuna, bắt đầu xuất bản vào năm 1983.
Tuy nhiên, vào năm 1989, nhà hoạt động LGBT Natee Teerarojjanapongs đã mô tả tình hình phức tạp hơn; Mặc dù công dân LGBT không phải đối mặt với sự đàn áp trực tiếp từ nhà nước, thay vào đó "đó là một câu hỏi về sự phủ nhận tinh tế thông qua sự vô hình và sự thiếu nhận thức xã hội về người đồng tính", và mặc dù mọi người thừa nhận sự tồn tại của đồng tính luyến ái, "họ vẫn không được sử dụng ý tưởng của những người đồng tính công khai. Thậm chí ít có bất kỳ hiểu biết nào về khái niệm quyền của người đồng tính nữ và đồng tính nam".
Điều này bắt đầu thay đổi vào những năm 1990 với nhiều sự kiện công khai hơn, chẳng hạn như các lễ hội tự hào LGBT được tổ chức hàng năm từ 1999 đến 2007 tại Bangkok, cho đến khi các tranh chấp nội bộ trong cộng đồng LGBT và tranh luận với những người ủng hộ tài chính của lễ hội ngăn cản các sự kiện trong tương lai được tổ chức. Bangkok Pride dự kiến sẽ diễn ra một lần nữa vào tháng 11 năm 2017, lần đầu tiên sau 11 năm, nhưng đã bị hoãn lại do thời gian quốc tang một năm dành cho Quốc vương Bhumibol Adulyadej.
Một cuộc diễu hành ở thành phố phía bắc Chiang Mai năm 2009 đã khuấy động sự thù địch đến mức nó phải bị hủy bỏ. Khi những người tham gia đang chuẩn bị diễu hành, một nhóm chính trị địa phương đã bao vây khu tập thể nơi họ tập trung lại, hét lên những lời lăng mạ qua megaphones và ném trái cây và đá vào tòa nhà.

### Truyền thông
Ngành công nghiệp giải trí chấp nhận chúng tôi với vòng tay rộng mở vì chúng tôi tự chọc mình và khiến mọi người cười. Nhưng nếu chúng ta muốn được thực hiện nghiêm túc trong một lĩnh vực như y học, chúng ta không có khả năng lịch sự như vậy.— Prempreeda Pramoj Na Ayutthaya, nhà hoạt động vì quyền của người chuyển giới và nhân viên chương trình tại UNESCO

Từ những năm 1980, nhiều Các ấn phẩm có chủ đề LGBT đã có mặt ở Thái Lan. Các nhân vật LGBT trong phim Thái Lan cũng rất phổ biến từ những năm 1970, thường là truyện tranh, mặc dù phải đến khi làn sóng mới của điện ảnh Thái Lan vào cuối những năm 1990, phim Thái Lan mới bắt đầu để kiểm tra các nhân vật LGBT và các vấn đề chuyên sâu hơn.
Kiểm duyệt không ảnh hưởng trực tiếp đến các phương tiện truyền thông liên quan đến LGBT, nhưng khiêu dâm và đồ chơi tình dục là bất hợp pháp ở Thái Lan.

### Quan điểm công chúng
Theo một cuộc thăm dò ý kiến năm 2015, 89% người Thái sẽ chấp nhận đồng nghiệp là đồng tính nam hoặc đồng tính nữ, 80% sẽ không phiền nếu thành viên gia đình là LGBT và 59% ủng hộ hợp pháp hóa hôn nhân cùng giới.
Theo cuộc thăm dò năm 2019 của YouGov trên 1.025 người, 63% người Thái ủng hộ việc hợp pháp hóa quan hệ bạn đời cùng giới, 11% phản đối và 27% chọn không trả lời. 69% người từ 18 đến 34 tuổi ủng hộ quan hệ bạn đời dân sự và 10% phản đối. Việc hợp pháp hóa được 56% người trong độ tuổi từ 35 đến 54 ủng hộ (33% phản đối) và 55% người từ 55 tuổi trở lên ủng hộ (13% phản đối). 66% người có bằng đại học ủng hộ (10% phản đối) và 57% những người không có bằng đại học ủng hộ (12% phản đối). 68% người thu nhập cao ủng hộ quan hệ bạn đời dân sự (7% phản đối) và 55% người thu nhập thấp ủng hộ (13% phản đối). 68% phụ nữ ủng hộ (7% phản đối) và 57% nam giới ủng hộ (14% phản đối).
Theo cuộc thăm dò năm 2022 của Viện Quản lý Phát triển Quốc gia (N.I.D.A.), 93% người Thái chấp nhận bạn bè hoặc đồng nghiệp không dị tính, 91% chấp nhận một thành viên gia đình không dị tính và 80% ủng hộ hôn nhân cùng giới. Theo Phó Thủ tướng Thái Lan Somsak Thepsuthin, một cuộc khảo sát do chính phủ thực hiện từ ngày 31 tháng 10 đến ngày 14 tháng 11 năm 2023 cho thấy rằng 96,6% người dân Thái Lan ủng hộ dự luật hôn nhân cùng giới.

## Bảng tóm tắt
| Hoạt động tình dục cùng giới hợp pháp                                                                                       | (Từ năm 1956)                                                                 |
| Tuổi tình dục đồng thuận bình đẳng (15)                                                                                     | (Từ năm 1997)                                                                 |
| Luật chống phân biệt đối xử trong việc làm                                                                                  | (Từ năm 2015)                                                                 |
| Luật chống phân biệt đối xử trong việc cung cấp hàng hóa và dịch vụ                                                         | (Từ năm 2015)                                                                 |
| Luật chống phân biệt đối xử trong tất cả các lĩnh vực khác (bao gồm phân biệt đối xử gián tiếp, ngôn từ kích động thù địch) | (Chưa từng quy định cụ thể)                                                   |
| Luật chống phân biệt đối xử trong giáo dục                                                                                  | (Chưa từng quy định cụ thể)                                                   |
| Hôn nhân cùng giới | (Đang chờ trong năm 2024)                                                     |
| Công nhận các cặp cùng giới                                                                                                 | (Đang chờ trong năm 2024)                                                     |
| Nhận con nuôi riêng của các cặp vợ chồng cùng giới                                                                          | (Đang chờ trong năm 2024)                                                     |
| Nhận con nuôi chung của các cặp cùng giới                                                                                   | (Đang chờ trong năm 2024)                                                     |
| Người LGBT được phép phục vụ công khai trong quân đội                                                                       | (Từ năm 2005)                                                                 |
| Quyền thay đổi giới tính hợp pháp                                                                                           | (Đang chờ)                                                                    |
| Quyền thay đổi giới tính bằng phẫu thuật                                                                                    | (Chưa từng quy định cụ thể)                                                   |
| Lựa chọn là giới tính thứ ba                                                                                                | (Đang chờ)                                                                    |
| Nhận con nuôi của người độc thân bất kể xu hướng tính dục                                                                   | (Ngoại trừ phụ nữ độc thân dành cho trẻ em có 'nhu cầu đặc biệt')             |
| Liệu pháp chuyển đổi bị cấm ở trẻ vị thành niên                                                                             | yes                                                                           |
| Trẻ vị thành niên liên giới tính được bảo vệ khỏi các thủ tục phẫu thuật xâm lấn                                            | No                                                                            |
| Đồng tính luyến ái được loại khỏi danh sách bệnh                                                                            | (Từ năm 2002)                                                                 |
| Tiếp cận IVF cho đồng tính nữ                                                                                               | (Các cặp vợ chồng khác giới chỉ có thể tiếp cận các phương pháp điều trị IVF) |
| Mang thai hộ thương mại cho các cặp đồng tính nam                                                                           | (Chỉ những cặp vợ chồng khác giới mới có thể tiếp cận mang thai hộ)           |
| NQHN được phép hiến máu | (Thời gian hoãn không xác định)                                               |